# Шарлотта (мультфильм, 2021)
«Шарлотта» (англ. Charlotte) — анимационный биографический драматический фильм 2021 года о немецкой художнице Шарлотте Саломон, который сняли Эрик Варин и Тахир Рана по экранному рассказу Эрика Резерфорда и сценарию Резерфорда в соавторстве с Дэвидом Безмозгисом, который был вдохновлён автобиографической серией картин Саломон «Жизнь? Или Театр?». Фильм озвучивали Кира Найтли, Бренда Блетин, Джим Бродбент, Сэм Клафлин, Генри Черни, Эдди Марсан, Хелен Маккрори (её последняя роль), Софи Оконедо и Марк Стронг. Исполнительными продюсерами были Найтли, Марион Котийяр и Ксавье Долан. «Шарлотта» — совместный международный проект Канады, Бельгии и Франции.
Мировая премьера фильма состоялась 13 сентября 2021 года на Международном кинофестивале в Торонто в 2021 году. Он был выпущен в прокат в Канаде 22 апреля 2022 года и во Франции 9 ноября 2022 года.

## Сюжет
Молодая художница Шарлотта Саломон достигает совершеннолетия накануне Второй мировой войны.

## В ролях
- Кира Найтли — Шарлотта Саломон
- Бренда Блетин — её бабушка
- Джим Бродбент — её дедушка
- Сэм Клафлин — Александр Наглер
- Генри Черни — доктор Моридиус / полицейский № 2 / охранник
- Эдди Марсан — Альберт Саломон
- Хелен МакКрори — Паула Саломон-Линдберг
- Софи Оконедо — Оттиле Мур
- Марк Стронг — Альфред Вольфсон
- Пиппа Беннетт-Уорнер — Барбара
- Рауль Бханеджа — профессор Кох / предводитель штурмовиков / мародёр № 1 / солдат СС № 1
- Джулиан Ричингс — доктор Курт Зингер / полицейский № 1 / солдат СС № 2
- Тони Наппо — господин Брахви / гвардеец Ватикана